# Вишгородська міська територіальна громада
Вишгородська міська територіальна громада — територіальна громада в Україні, у Вишгородському районі Київської області. Адміністративний центр — місто Вишгород.
Площа громади — 95,77 км², населення — 30 716 осіб (2020).
Утворена 12 червня 2020 року шляхом об'єднання Вишгородської міської ради та Хотянівської сільської ради Вишгородського району.

## Населені пункти
У складі громади 1 місто (Вишгород) і 2 села:
- Осещина
- Хотянівка

## Старостинський округ
- Хотянівка (села Хотянівка, Осещина)